# ジアミノピメリン酸デカルボキシラーゼ
ジアミノピメリン酸デカルボキシラーゼ(Diaminopimelate decarboxylase、EC 4.1.1.20)は、以下の化学反応を触媒する酵素である。
メソ-2,6-ジアミノヘプタン二酸 {\displaystyle \rightleftharpoons } L-リシン + CO2
従って、この酵素の1つの基質はメソ-2,6-ジアミノヘプタン二酸、2つの生成物はL-リシンと二酸化炭素である。
この酵素はリアーゼ、特に炭素-炭素結合を切断するカルボキシリアーゼに分類される。系統名は、メソ-2,6-ジアミノヘプタン二酸 カルボキシリアーゼ (L-リシン形成)(meso-2,6-diaminoheptanedioate carboxy-lyase (L-lysine-forming))である。他に、diaminopimelic acid decarboxylase、meso-diaminopimelate decarboxylase、DAP-decarboxylase、meso-2,6-diaminoheptanedioate carboxy-lyaseとも呼ばれる。この酵素は、リシンの生合成に関与している。補因子としてピリドキサールリン酸を必要とする。

## 構造
2007年末時点で、8つの構造が解明されている。蛋白質構造データバンクのコードは、1HKV、1HKW、1KNW、1KO0、1TUF、1TWI、2O0T及び2P3Eである。